# Bisdom Ijebu-Ode

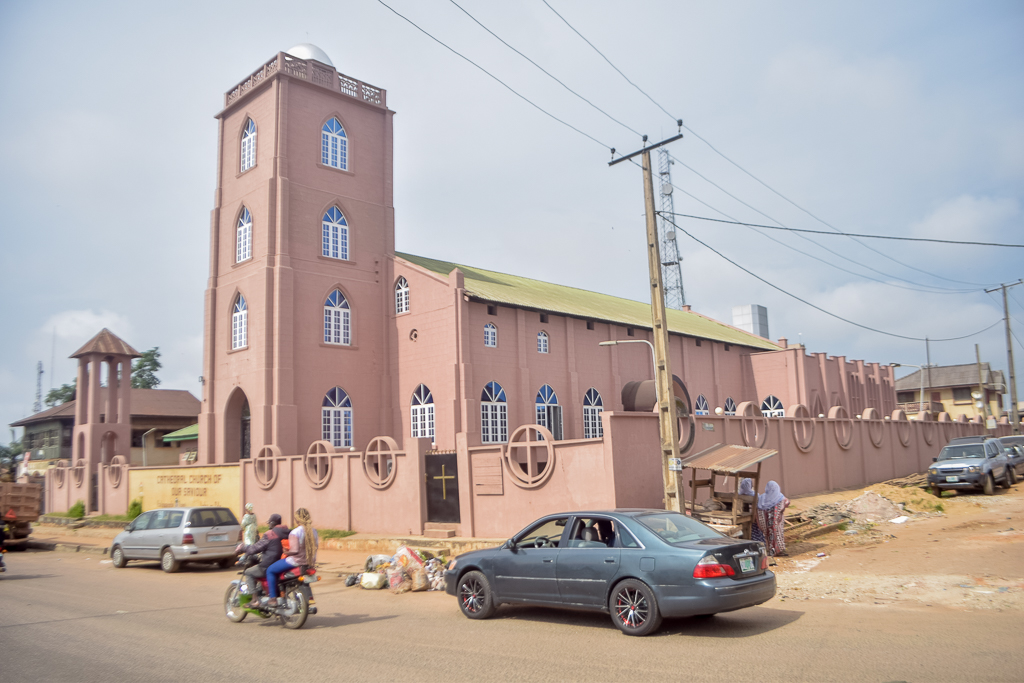
kathedraal van Ijebu-Ode

Het bisdom Ijebu-Ode (Latijn: Dioecesis Iiebuodensis) is een rooms-katholiek bisdom met als zetel de stad Ijebu-Ode in Nigeria. Het bisdom is suffragaan aan het aartsbisdom Lagos.

## Geschiedenis
Het bisdom werd opgericht op 29 mei 1969, uit gebied van het aartsbisdom Lagos.

## Parochies
In 2018 telde het bisdom 38 parochies. Het bisdom had in 2018 een oppervlakte van 5.690 km2 en telde 2.079.211 inwoners waarvan 3,9% rooms-katholiek was.

## Bisschoppen
- Anthony Saliu Sanusi (29 mei 1969 - 14 augustus 1990)
- Albert Ayinde Fasina (14 augustus 1990 - 17 januari 2019, coadjutor sinds 21 juni 1988)
- Francis Obafemi Adesina (17 januari 2019 - heden)

Lagos (aartsbisdom) · Abeokuta · Ijebu-Ode